# Kryłów-Kolonia
Kryłów-Kolonia (prononciation : [ˈkrɨwuf kɔˈlɔɲa]) est un village polonais de la gmina de Mircze dans le powiat de Hrubieszów de la voïvodie de Lublin dans l'est de la Pologne, à la frontière avec l'Ukraine.
Le village comptait approximativement une population de 250 habitants en 2007.

## Histoire
De 1975 à 1998, le village est attaché administrativement à la voïvodie de Zamość.

Depuis 1999, il fait partie de la voïvodie de Lublin.